# Въездной стеллаж

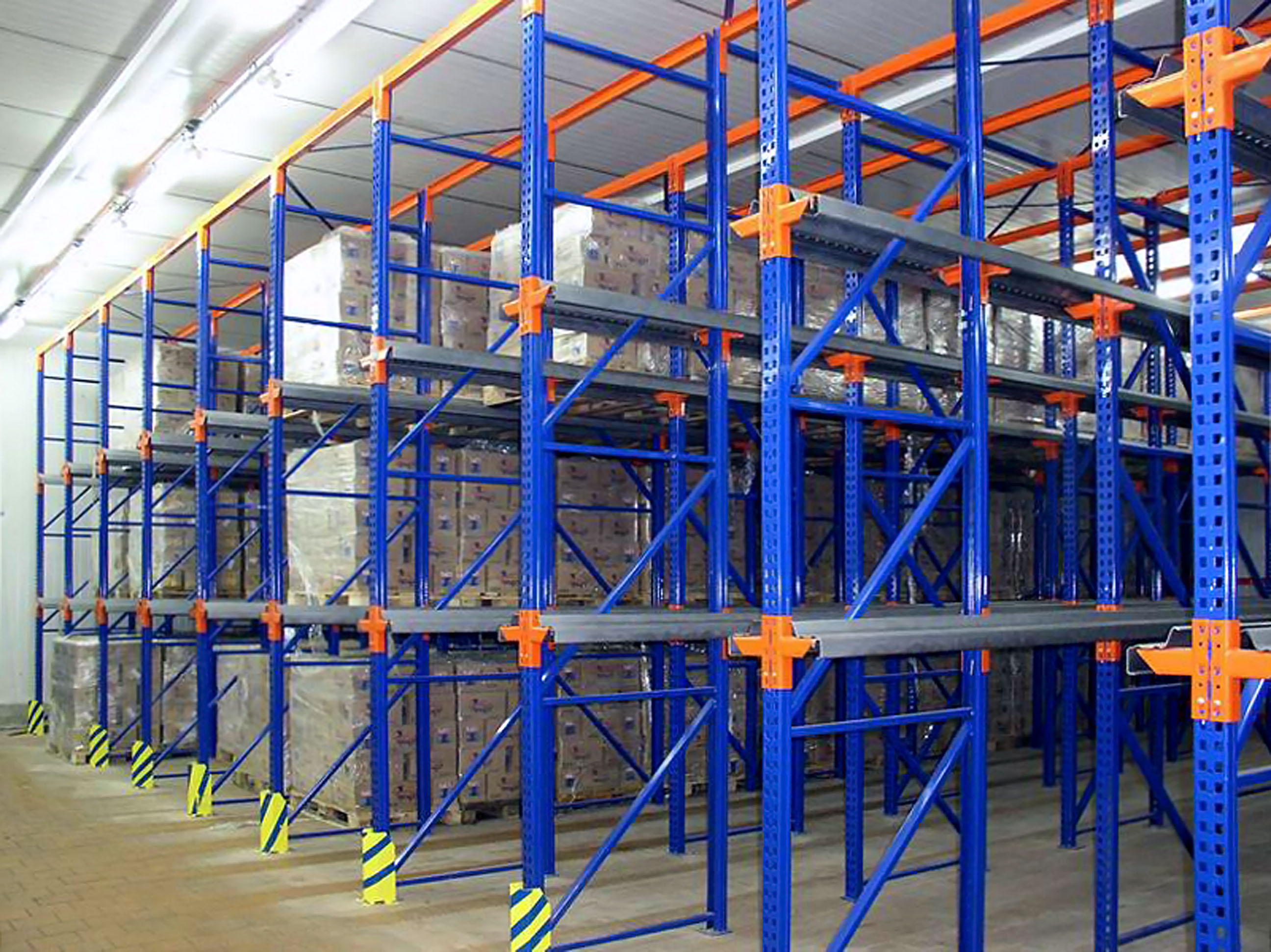

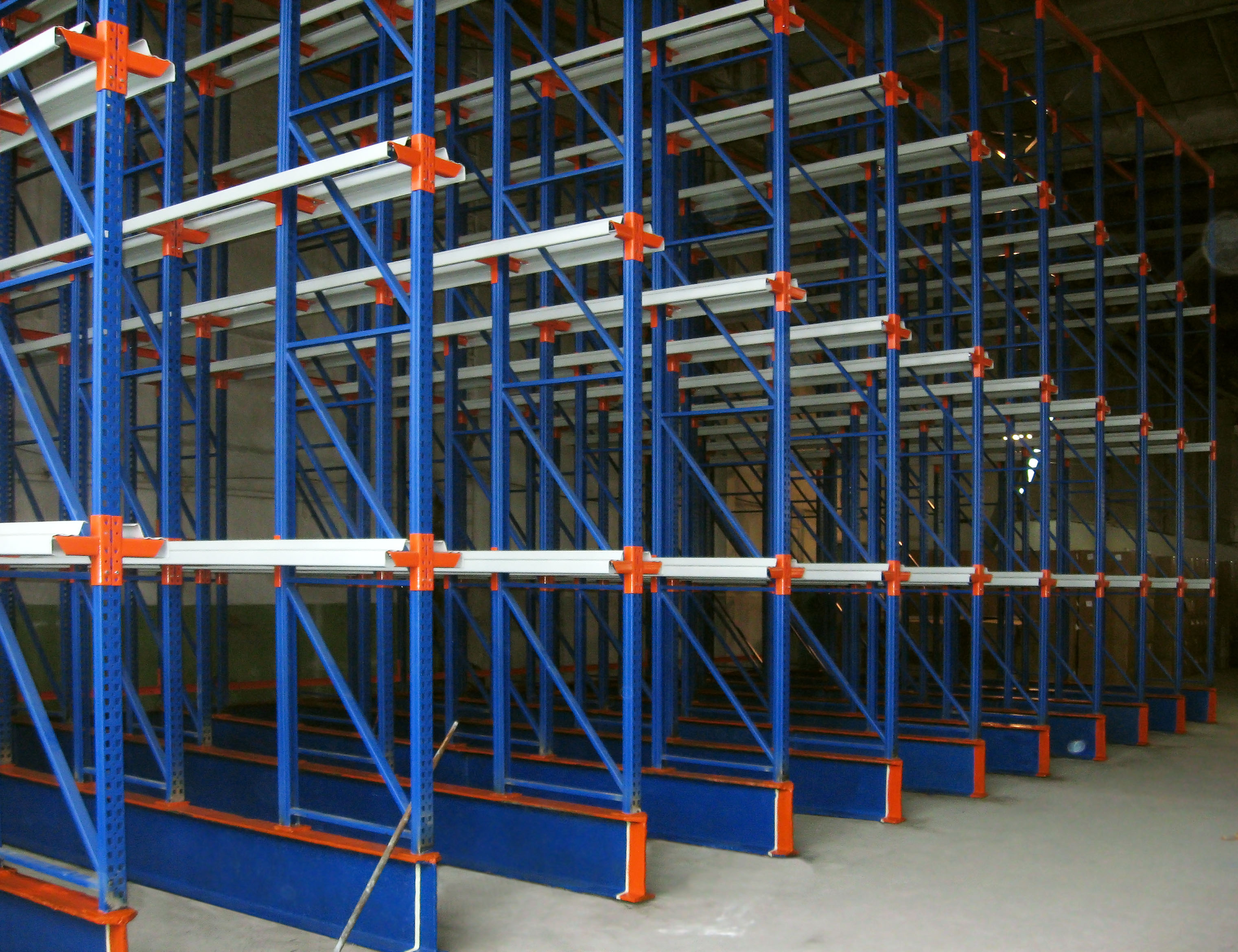
Въездной стеллаж

Въездной стеллаж (глубинный, набивной, drive-in) - это металлическая конструкция для хранения грузов на поддонах, при работе с которой погрузчик заезжает прямо вглубь стеллажной системы. 
Глубинные палетные стеллажи предназначены для складирования больших объёмов однотипных товаров с низким коэффициентом оборачиваемости, когда быстрая загрузка/выгрузка и непосредственный доступ к любому поддону не являются решающими факторами. Въездные стеллажи характеризуются экономией площади складских помещений, коэффициент использования площади достигает 80%. В основном стеллажи drive-in используются для складирования товаров с длительным сроком хранения, например в пищевой или фармацевтической отраслях. Данный тип также используется для хранения продукции, которая характеризуется сезонным спросом для создания буферных запасов. Глубинные стеллажи обеспечивают безопасное блочное складирование хрупкой продукции либо не приспособленной для штабелирования одна поверх другой. Въездные стеллажи характеризуются высокой компактностью хранения за счёт удаления проходов между рядами, а грузовая техника заезжает вглубь стеллажной системы. Основные элементы въездного стеллажа - это вертикальные рамы и горизонтальный несущий элемент или рейки. Рамы крепятся между собой стяжками для большей прочности конструкции.
По принципу обработки грузов есть два вида въездных стеллажей: Drive-in - обработка по принципу «LIFO» (последним пришёл, первым вышел) когда загрузка и выгрузка поддонов производится с одного торца стеллажа. Drive Thru - грузы обрабатываются по принципу «FIFO» (первым пришёл, первым ушёл), поддоны загружаются на въездные стеллажи с одной стороны, а выгружаются с противоположной.
В первом случае поддон, который был установлен первым, будет отгружено последним. Этот способ подходит для хранения однотипного товара с большим сроком годности. Во втором случае поддон, расположенный первым, будет первым и отгружен, что важно при работе с продукцией высокой оборачиваемости. Это увеличивает скорость обработки груза, но снижает коэффициент использования ёмкости склада.